# Claudio García Swears
Claudio García Swears (1942-2000) fue un ingeniero comercial, contador y empresario chileno, presidente de la Compañía de Telecomunicaciones de Chile (CTC) a fines de la década de 1990.
Cursó sus estudios básicos en un colegio norteamericano en Chuquicamata, ciudad en la que su padre ejercía la profesión de ingeniero de minas. Luego se trasladó a Antofagasta.
En 1962 ingresó en la Universidad de Chile para estudiar ingeniería comercial, pero la muerte de su padre, en 1964, lo obligó congelar sus estudios y regresar al norte por dos años.
Se graduó en 1970. Dos años más tarde partió a Brasil, a trabajar como analista de sistemas en Anaconda Copper Company, asesor de Finanzas en Standard Electric de Río de Janeiro y gerente general de Industrias Eléctricas Transmatic, subsidiarias de ITT Corporation.
Diez años después volvió a su país, primero a la gerencia de Administración y Finanzas de Fundación Chile y, luego, en 1989, a la vicepresidencia de Finanzas y Control de Gestión de CTC, donde le correspondió encabezar la colocación de ADR en Nueva York, Estados Unidos, y participar en la compra de Intercom y la asociación con Metrópolis y Startel.
Ocupó la presidencia del directorio de la operadora de telecomunicaciones entre 1997 y 1999.
Se casó con Ana María Cardemil, con quien tuvo dos hijos.
Falleció el 6 de marzo de 2000 después de que la avioneta Cessna en la que viajaba se estrellara contra la cima del cerro Chamuscado en la Región de Los Lagos.